# داگور براگولاخ
داگور براگولاخ که به زبان سینداری یعنی نبرد شعله‌های ناگهان، چهارمین نبرد از نبردهای بلریاند بود که در سرزمین میانی جی. آر. آر. تالکین روی داد. نتیجهٔ داستان داستان برن و لوثین از نکات برجستهٔ پایان نبرد شعله‌های ناگهان بود. بازپسگیری سیلماریل و پیروزی‌های الف‌ها از ۴۵۸ تا ۴۶۶ دوباره امید را به سرزمین الف‌ها و انسان‌ها نسبت به چیرگی مورگوت بازگرداند. پس از این نبرد ۴۰۰ سال صلح برقرار بود و انگباند محاصره بود.
در بخشی از کتاب چنین آمده‌است:
در یکی از شب‌های زمستان سال ۴۵۵ دوره نخست، با فوران شعله‌های آتشفشان تانگورودریم آغاز شد که رودهایی از مواد مذاب جاری می‌کرد. دودهای سمی و ابرهایی از دود و خاکستر پراکنده می‌کرد. همهٔ اینها باعث شد تا نیروهای مورگوت در دستپاچگی، خرابی و تاریکی پیش بیایند. گلورانگِ اژدها آتش را به پیش می‌راند و چمنزارهای آرد-گالن که بعدها آنفوگلیث نامیده شد، را به آتش می‌کشید.